# بوتسوانا در المپیک
بوتسوانا در ۱۱ دوره از بازی‌های المپیک تابستانی شرکت کرده است و نخستین بار در بازی‌های المپیک تابستانی ۱۹۸۰ حضور یافت. این کشور هرگز در بازی‌های المپیک زمستانی شرکت نکرده است.
بوتسوانا نخستین مدال المپیکی خود را در بازی‌های المپیک تابستانی ۲۰۱۲ در لندن کسب کرد که نایجل آموس موفق به کسب مدال نقره در ۸۰۰ متر شد. تیم ۴ × ۴۰۰ متر مردان این کشور نیز مدال برنز را در بازی‌های المپیک توکیو کسب کرد.
در المپیک ۲۰۲۴، دونده بوتسوانایی، لیتسی تبوگو نخستین مدال طلای المپیک بوتسوانا را در رشتهٔ دوی ۲۰۰ متر مردان کسب کرد و همچنین نخستین آفریقایی شد که این عنوان را به دست می‌آورد.

## تاریخچه
همراه با بسیاری از دیگر کشورهای آفریقایی، بوتسوانا هنوز در بازی‌های المپیک زمستانی شرکت نکرده است.
بوتسوانا نخستین بار در بازی‌های المپیک تابستانی ۱۹۸۰ در مسکو شرکت کرد. این کشور هفت مرد و هیچ زن را برای شرکت در این بازی‌ها اعزام کرد. بوتسوانا در بازی‌های المپیک تابستانی ۱۹۸۰ موفق به کسب هیچ مدالی نشد. تمامی ورزشکاران در دو و میدانی شرکت کردند.
نایجل آموس در بازی‌های المپیک تابستانی ۲۰۱۲ موفق به کسب مدال نقره در ۸۰۰ متر مردان شد که نخستین مدال تاریخ المپیک بوتسوانا بود.
در بازی‌های المپیک تابستانی ۲۰۲۴ در پاریس، دوندهٔ ۲۱ ساله لیتسی تبوگو مدال طلای ۲۰۰ متر مردان را با زمان ۱۹٫۴۶ ثانیه کسب کرد و رکورد آفریقایی خود را که در مسابقات دو و میدانی لندن ۲۰۲۳ ثبت کرده بود، شکست. تبوگو سپس در تیم امدادی ۴ × ۴۰۰ متر به عنوان آخرین دونده عمل کرد و آنها مدال نقره را با زمان ۲:۵۴٫۵۳ کسب کردند که سومین زمان سریع تاریخ و یک رکورد آفریقایی جدید است.

## جدول مدال‌ها

### مدال‌ها بر اساس بازی‌های تابستانی
| بازی‌ها | ورزشکاران    | طلایی        | نقره‌ای       | برنزی        | مجموع        | رتبه         | منبع(ها)     |
| ۱۹۸۰   | ۷            | ۰            | ۰            | ۰            | ۰            | –            | [ ۵ ] [ ۶ ]  |
| ۱۹۸۴   | ۷            | ۰            | ۰            | ۰            | ۰            | –            | [ ۵ ] [ ۱۰ ] |
| ۱۹۸۸   | ۸            | ۰            | ۰            | ۰            | ۰            | –            | [ ۵ ] [ ۱۱ ] |
| ۱۹۹۲   | ۶            | ۰            | ۰            | ۰            | ۰            | –            | [ ۵ ] [ ۱۲ ] |
| ۱۹۹۶   | ۷            | ۰            | ۰            | ۰            | ۰            | –            | [ ۵ ] [ ۱۳ ] |
| ۲۰۰۰   | ۷            | ۰            | ۰            | ۰            | ۰            | –            | [ ۵ ] [ ۱۴ ] |
| ۲۰۰۴   | ۱۰           | ۰            | ۰            | ۰            | ۰            | –            | [ ۵ ] [ ۱۵ ] |
| ۲۰۰۸   | ۱۲           | ۰            | ۰            | ۰            | ۰            | –            | [ ۵ ] [ ۱۶ ] |
| ۲۰۱۲   | ۴            | ۰            | ۱            | ۰            | ۱            | ۶۹           | [ ۵ ] [ ۱۷ ] |
| ۲۰۱۶   | ۱۲           | ۰            | ۰            | ۰            | ۰            | –            | [ ۵ ] [ ۱۸ ] |
| ۲۰۲۰   | ۱۳           | ۰            | ۰            | ۱            | ۱            | ۸۶           | [ ۵ ] [ ۱۹ ] |
| ۲۰۲۴   | ۱۱           | ۱            | ۱            | ۰            | ۲            | ۵۵           | [ ۵ ]        |
| ۲۰۲۸   | رویداد آینده | رویداد آینده | رویداد آینده | رویداد آینده | رویداد آینده | رویداد آینده | رویداد آینده |
| ۲۰۳۲   | رویداد آینده | رویداد آینده | رویداد آینده | رویداد آینده | رویداد آینده | رویداد آینده | رویداد آینده |
| مجموع  | مجموع        | ۱            | ۲            | ۱            | ۴            | ۱۰۲          |              |

### مدال‌ها بر اساس ورزش
| ورزش           | طلا | نقره | برنز | مجموع |
| -------------- | --- | ---- | ---- | ----- |
| دو و میدانی    | ۱   | ۲    | ۱    | ۴     |
| مجموع (۱ ورزش) | ۱   | ۲    | ۱    | ۴     |

## فهرست مدال‌آوران
بُتسوانا در طول تاریخ المپیکی خود چهار مدال کسب کرده است، یک مدال طلا، دو مدال نقره، و یک مدال برنز.
| مدال | نام                                                     | بازی‌ها | ورزش        | رویداد                   | تاریخ       |
| ---- | ------------------------------------------------------- | ------ | ----------- | ------------------------ | ----------- |
| نقره | نایجل آموس                                              | ۲۰۱۲   | دو و میدانی | ۸۰۰ متر مردان            | ۹ اوت ۲۰۱۲  |
| برنز | آیزک ماکوالا بایاپو اندوری زیبانه انگوزی بابولوکی تبه   | ۲۰۲۰   | دو و میدانی | ۴ × ۴۰۰ متر امدادی مردان | ۷ اوت ۲۰۲۱  |
| طلا  | لیتسی تبوگو                                             | ۲۰۲۴   | دو و میدانی | ۲۰۰ متر مردان            | ۸ اوت ۲۰۲۴  |
| نقره | بوسانگ کبیناتشیپی بایاپو اندوری آنتونی پسلا لیتسی تبوگو | ۲۰۲۴   | دو و میدانی | ۴ × ۴۰۰ متر امدادی مردان | ۱۰ اوت ۲۰۲۴ |

## پرچم‌داران
| #  | بازی‌ها        | فصل     | پرچمدار          | ورزش        | منبع   |
| -- | ------------- | ------- | ---------------- | ----------- | ------ |
| ۱۲ | پاریس ۲۰۲۴    | تابستان | لیتسی تبوگو      | دو و میدانی |        |
| ۱۲ | پاریس ۲۰۲۴    | تابستان | مکسین اگنر       | شنا         |        |
| ۱۱ | توکیو ۲۰۲۰    | تابستان | نایجل آموس       | بوکس        | [ ۲۰ ] |
| ۱۱ | توکیو ۲۰۲۰    | تابستان | آنتونی پسلا      | دو و میدانی | [ ۲۰ ] |
| ۱۰ | ریو ۲۰۱۶      | تابستان | نایجل آموس       | دو و میدانی | [ ۲۱ ] |
| ۹  | لندن ۲۰۱۲     | تابستان | آنتونی پسلا      | دو و میدانی | [ ۲۱ ] |
| ۸  | پکن ۲۰۰۸      | تابستان | سامانتا پاکسینوس | شنا         | [ ۲۱ ] |
| ۷  | آتن ۲۰۰۴      | تابستان | خومیسو ایکوپولنگ | بوکس        | [ ۲۱ ] |
| ۶  | سیدنی ۲۰۰۰    | تابستان | گیلبرت خونوانه   | بوکس        | [ ۲۱ ] |
| ۵  | آتلانتا ۱۹۹۶  | تابستان | جاستیس دیپبا     | دو و میدانی | [ ۲۱ ] |
| ۴  | بارسلونا ۱۹۹۲ | تابستان |                  |             | [ ۲۱ ] |
| ۳  | سئول ۱۹۸۸     | تابستان | شیکس کوبویسیله   | بوکس        | [ ۲۱ ] |
| ۲  | لس آنجلس ۱۹۸۴ | تابستان | نورمن منگوی      | رسمی        | [ ۲۱ ] |
| ۱  | مسکو ۱۹۸۰     | تابستان |                  |             | [ ۲۱ ] |